# KDE Plasma Active
KDE Plasma Active — користувацький інтерфейс, заснований на технологіях KDE та оптимізований для використання на пристроях із сенсорними екранами. Базовий користувацький інтерфейс Plasma Active розрахований на використання на планшетних комп'ютерах, але при бажанні може бути адаптований для смартфонів, телеприставок, медіа-центрів, систем домашньої автоматизації, автомобільних інформаційно-розважальних систем і інших пристроїв з сенсорними екранами.
Ключовою відмінністю від існуючих популярних мобільних платформ є орієнтація Plasma Active на використання пристрою як персонального цифрового помічника, в якому центральну позицію займають дані і завдання користувача, замість поставки розрізненої добірки застосунків. Всі частини Plasma Active є частиною єдиної системи і тісно інтегровані між собою. Від класичних варіантів KDE для ПК і нетбуків Plasma Active відрізняється іншим підходом до організації взаємодії з користувачем, який передбачає управління через керуючі жести і маніпуляції з сенсорним екраном, в поєднанні із задіянням концепції кімнат (Activities), котрі ізолюють різні види діяльності.
Робота оболонки спирається на Linux-стек, бібліотеку Qt, бібліотеки KDE та Plasma Framework. Інтерфейс Plasma Active побудований на базі оболонки Plasma Quick, в якій використовуються технології декларативного опису інтерфейсу Qt Quick. Інтерфейс на базі QML дозволяє добитися великої гнучкості в зміні зовнішнього оформлення (інтерфейс повністю відділений від коду і легко підлаштовується під конкретне мобільний пристрій з урахуванням роздільності, DPI, орієнтації екрану і особливостей інтерфейсу). Засновані на Qt Quick застосунки можуть без переробки коду виконуватися на різних класах пристроїв, незалежно від розміру екрану і типу системи введення даних.
Plasma Active залишається повністю сумісною з KDE, побудована на ідентичній кодовій базі, і дозволяє використовувати всі програми KDE, не вимагаючи їхньої модифікації. Із застосунків базової поставки можна відзначити: веббраузер, програму для перегляду зображень, медіаплеєр, програму для перегляду документів з простими можливостями редагування (Calligra Active), поштовий клієнт, календар-планувальник (Kontact Touch), переглядач PDF та електронних книг (Okular Active), набір гральних програм, засоби для синхронізації даних з зовнішніми носіями.
У Plasma Active на перше місце висуваються засоби семантичного управління інформацією, що дозволяють використовувати теги і метадані для доступу до файлів, без необхідності знання точного путі до файлу. Всі базові програми оптимізовані для управління через сенсорний екран (наприклад, прибрано класичне меню, добавлена екранна клавіатура).